# Centronia dichromantha
Centronia dichromantha är en tvåhjärtbladig växtart som beskrevs av Antonio Lorenzo Uribe Uribe. Centronia dichromantha ingår i släktet Centronia och familjen Melastomataceae.
Artens utbredningsområde är Colombia. Inga underarter finns listade i Catalogue of Life.